# ABCL/1
ABCL/1 (Actor-Based Concurrent Language) est un langage à prototype et  concurrent créé en 1986 par Akinori Yonezawa, of the Department of Information Science de l'Université de Tokyo.
ABCL/1 utilise des envois de messages asynchrone entre les objets afin d'implémenter la concurrence. Il nécessite Common Lisp.